# Rhododendron vernicosum
Rhododendron vernicosum là một loài thực vật có hoa trong họ Thạch nam. Loài này được Franch. miêu tả khoa học đầu tiên năm 1898.

## Hình ảnh

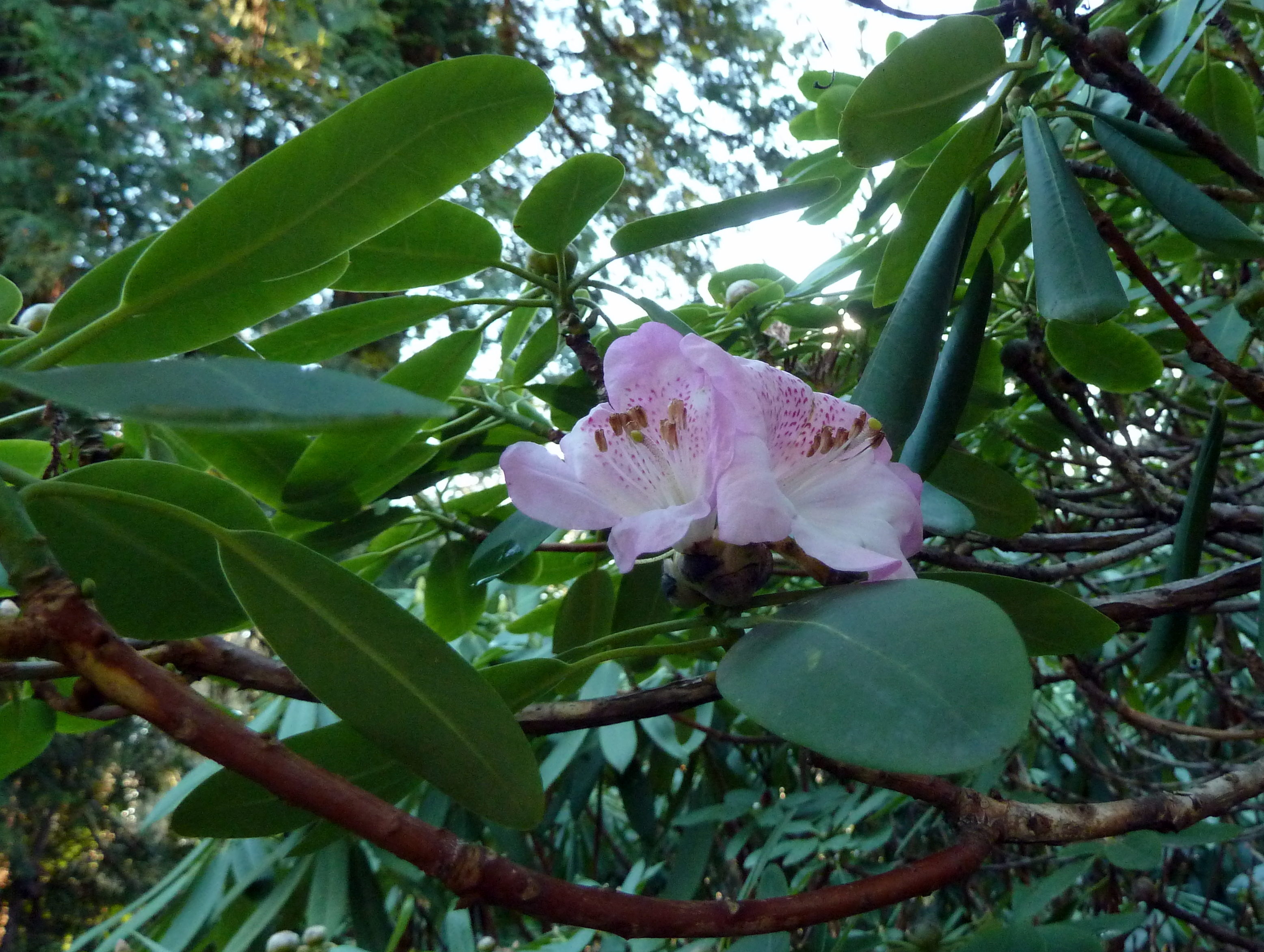